# Élisabeth de Mecklembourg-Güstrow
Élisabeth de Mecklembourg-Güstrow (3 septembre 1668 - 25 août 1738), est une noble allemande, membre de la Maison de Mecklembourg et par mariage duchesse de Saxe-Mersebourg-Spremberg (de 1692 à 1731) et de Saxe-Mersebourg (de 1731 à 1738).

## Biographie
Née à Güstrow, elle est le dixième des onze enfants du mariage de Gustave-Adolphe de Mecklembourg-Güstrow et de Madeleine-Sibylle de Holstein-Gottorp. Parmi ses dix frères et sœurs plus âgés, huit arrivent à l'âge adulte: Marie (par mariage duchesse de Mecklembourg-Strelitz), Madeleine, Sophie (par mariage duchesse de Wurtemberg-Lep), Christine (par son mariage comtesse de Stolberg-Gedern), Charles, prince héréditaire de Mecklembourg-Güstrow, Hedwige (par mariage duchesse de Saxe-Mersebourg-Zörbig), Louise (par mariage reine de Danemark et de Norvège) et Augusta,.
À Güstrow le 29 mars 1692, Élisabeth épouse le prince Henri de Saxe-Mersebourg, quatrième fils survivant de duc Christian Ier de Saxe-Mersebourg. Deux ans plus tard (1694), Henri reçoit de la ville de Spremberg comme apanage, et y fixe sa résidence.
Le mariage a trois enfants, dont un seul arrive à l'âge adulte,, :
1. Maurice, prince héréditaire de Saxe-Spremberg (Spremberg, 29 octobre 1694 - Spremberg, 11 avril 1695).
2. Christiane Fredericque (Spremberg, 17 mai 1697 - Spremberg, 21 août 1722).
3. Gustava Magdalene (Spremberg, 2 octobre 1699 - Spremberg, 3 octobre 1699).

Élisabeth devient duchesse de Saxe-Mersebourg en 1731, après que son mari ait hérité les principaux domaines de la famille, étant le dernier survivant  masculin. Elle est morte à Doberlug en 1738, âgée de 69 ans, après avoir survécu un mois à son mari. Elle est enterrée dans la Cathédrale de Merseburg.